# Distretto di Blida
Il distretto di Blida è un distretto della provincia di Blida, in Algeria, con capoluogo Blida.

## Comuni
Il distretto è diviso in due comuni:
- Blida
- Bouarfa